# Peter Trapp
 Peter Trapp (* 20. Juni 1947 in Berlin) ist ein deutscher Politiker (CDU). Er war von 1999 bis 2021 Mitglied des Abgeordnetenhauses von Berlin.

## Leben und Studium
Peter Trapp besuchte nach der Realschule die Fachoberschule und absolvierte im Anschluss von 1963 bis 1966 eine Ausbildung zum Industriekaufmann. Von 1966 bis 1968 war er kaufmännischer Angestellter bei der Siemens AG.
1968 wechselte er in den Staatsdienst und wurde Polizeibeamter. Seit 1971 arbeitete er bei der Kriminalpolizei in Berlin. Während dieser Zeit folgte ein Studium an der Fachhochschule für Verwaltung und Rechtspflege, das er 1981 als Diplom-Verwaltungswirt (FH) beendete.
Seit 1989 war er zudem Mitglied des Personalrates bei der Direktion 2 und seit 1997 Vorsitzender des Gesamtpersonalrats der Berliner Polizei.
Mit Wahl in das Abgeordnetenhaus von Berlin ruhte Trapps Beamtenverhältnis zunächst. Inzwischen wurde er wegen Erreichens der Altersgrenze als Kriminalhauptkommissar in den Ruhestand versetzt.

## Politik
Peter Trapp trat 1987 der CDU bei und ist Mitglied im Ortsverband Klosterfelde (Bezirk Spandau) und Vorsitzender des Polizeiarbeitskreises der Berliner CDU.
Von 1999 bis 2021 vertrat Peter Trapp als Direktkandidat den Wahlkreis Spandau 5 mit den Ortsteilen Pichelsdorf, Gatow, Kladow und südliche Wilhelmstadt im Abgeordnetenhaus von Berlin. Er war dort Vorsitzender im Ausschuss für Inneres, Sicherheit und Ordnung, zudem Mitglied in dessen Unterausschuss Datenschutz und Informationsfreiheit.

## Ansichten
Bundesweite Aufmerksamkeit erregte Trapp mit der Forderung, bei Zuwanderern mehr auf den Nutzen für Deutschland zu schauen: „Wir müssen bei der Zuwanderung Kriterien festlegen, die unserm Staat wirklich nützen. Maßstab muss außer einer guten Berufsausbildung und fachlichen Qualifikation auch die Intelligenz sein. Ich bin für Intelligenztests bei Einwanderern.“
Trapp erntete für seine Forderungen breite Kritik. Der Regierungssprecher Christoph Steegmans (FDP) bezeichnete die Idee als „abwegig“ und „auch nicht von besonderer Intelligenz geprägt“. Die Integrationsbeauftragte der Bundesregierung, Maria Böhmer (CDU), sprach von einem „abwegigen und diskriminierenden Vorschlag“. Der Vorstoß zeuge von einem diskriminierenden Menschenbild und werfe ein „abschreckendes Licht“ auf Gedanken einzelner Politiker, äußerte sich Berlins Regierender Bürgermeister Klaus Wowereit (SPD).

## Ehrungen
- Ehrenzeichen des Landesfeuerwehrverbandes Berlin in Bronze – 2017